# Mahdi Karim
Mahdi Karim Ajeel (ur. 10 grudnia 1983 r. w Bagdadzie) – iracki piłkarz, reprezentant kraju grający na pozycji obrońcy.

## Kariera piłkarska
Przygodę z futbolem rozpoczął w 1999 w klubie Al-Naft. W 2002 został zawodnikiem klubu Al-Talaba. W 2005 został piłkarzem klubu Apollon Limassol. W 2007 grał Al-Ahly Trypolis. W 2008 reprezentował barwy Al-Khor. W latach 2009–2013 był piłkarzem Arbil FC. Od 2013 gra w Al-Shorta.

## Kariera reprezentacyjna
Karierę reprezentacyjną rozpoczął w 2001. Uczestnik Igrzysk Olimpijskich 2004 oraz Pucharu Azji 2007 (mistrzostwo). W 2009 został powołany przez trenera Velibora Milutinovicia na Puchar Konfederacji 2009, gdzie Irak odpadł w fazie grupowej. Grał także na Pucharze Azji 2011. W sumie w reprezentacji wystąpił w 104 spotkaniach i strzelił 11 bramek.